# Elezione imperiale del 1486

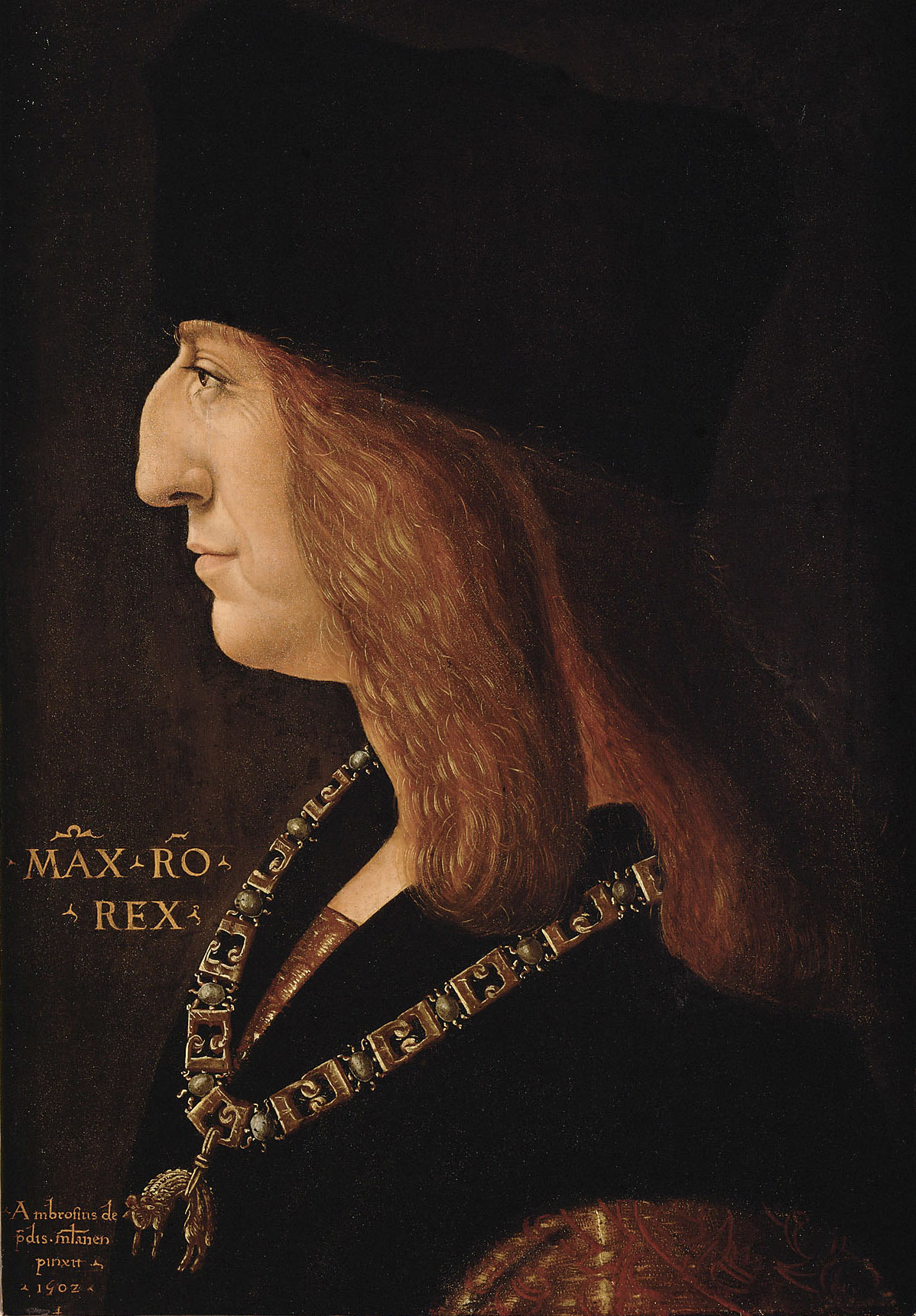
Il re dei romani Massimiliano I d'Asburgo.

L'elezione imperiale del 1486 si è svolta a Francoforte sul Meno il 16 febbraio 1486.

## Contesto storico
Nel 1486 l'imperatore Federico III d'Asburgo decise di convocare la Dieta imperiale per ottenere sostegno nella guerra contro il re d'Ungheria Mattia Corvino, che aveva invaso l'Austria. Durante i lavori della Dieta i principi elettori investirono suo figlio Massimiliano del titolo di re dei Romani, assicurandogli in questo modo la successione al trono imperiale: non è chiaro se l'elezione avvenne per iniziativa di Federico III, dei principi elettori o di Massimiliano stesso. L'arcivescovo di Magonza, Bertold von Henneberg, era un sostenitore di Massimiliano e svolse un ruolo cruciale, mentre il re di Boemia, Ladislao II, fu escluso dal processo elettorale in quanto alleato di Mattia Corvino.

## Principi elettori
| Principe elettore | Principe elettore               | Titolo elettorale        | Altri titoli |
| ----------------- | ------------------------------- | ------------------------ | ------------ |
|                   | Bertold von Henneberg-Römhild   | Arcivescovo di Magonza   |              |
|                   | Giovanni II di Baden            | Arcivescovo di Treviri   |              |
|                   | Ermanno IV d'Assia              | Arcivescovo di Colonia   |              |
|                   | Ladislao II di Boemia (escluso) | Re di Boemia             |              |
|                   | Filippo del Palatinato          | Conte Palatino del Reno  |              |
|                   | Ernesto di Sassonia             | Duca di Sassonia         |              |
|                   | Alberto III di Brandeburgo      | Margravio di Brandeburgo |              |

## Esito
Massimiliano venne eletto re dei Romani il 16 febbraio 1486 e incoronato il 9 aprile. Suo padre morì il 19 agosto 1493, lasciando nelle mani di Massimiliano il governo dell'Impero. Pur non essendo mai stato incoronato imperatore, il 4 febbraio 1508 si autoproclamò "imperatore eletto dei Romani" (Electus Romanorum Imperator), titolo che gli venne ufficialmente riconosciuto da papa Giulio II pochi giorni dopo.